# Cangas del Narcea
Cangas del Narcea is een gemeente in de Spaanse provincie en regio Asturië met een oppervlakte van 823,57 km². Cangas del Narcea telt 13.213 inwoners (1 januari 2016) en is de hoofdstad van de comarca Narcea.

## Geboren
- Luis Pasamontes (1979), wielrenner
- Jony Rodríguez (1991), voetballer

## Demografische ontwikkeling
Bron: INE; 1857-2011: volkstellingen
Opm.: In 1930 werd Leitariegos aangehecht